# Alan Hawkshaw
Alan Hawkshaw (Leeds, 27 marzo 1937 – 16 ottobre 2021) è stato un compositore e tastierista britannico. Fu membro degli Shadows, compositore di musica per sonorizzazioni e collaboratore di artisti come David Bowie e Donna Summer.

## Biografia
Hawkshaw nacque a Leeds nel 1937. Iniziò la sua carriera musicale nei primi anni sessanta, collaborando con Emile Ford & the Checkmates. Nello stesso decennio comparve nei crediti dei dischi di David Bowie e The Hollies e leader dei Mohawks, che pubblicarono The Champ (1968), brano molto campionato dai futuri artisti hip hop. Negli anni settanta fu membro dei Shadows e lavorò anche come tastierista per Donna Summer, Serge Gainsbourg, Cliff Richard e Olivia Newton-John. Hawkshaw è anche noto per la sua carriera nella library music e nelle colonne sonore: venne infatti scritturato dalla KPM Music, scrisse le sigle di programmi e serie televisive come Countdown, Grange Hill e Channel 4 News e le musiche per oltre trentacinque film. Fondò i Love De-Luxe, gruppo musicale di studio che pubblicò il brano di successo Here Comes That Sound Again (1979). Nel 2021 gli venne conferita la British Empire Medal. Hawskaw morì lo stesso anno a causa di una polmonite.

## Vita privata
Alan Hawkshaw sposò Christiane Bieberbach e dalla loro unione nacquero la futura cantante Kirsty (1969) e Sheldon (1971).

## Discografia parziale

### Da solista

#### Album in studio
- 1974 – Synthesis
- 1974 – Synthesizer and Percussion
- 1976 – Hot Wax
- 1995 – Elements
- 1995 – Impressions

### Nei gruppi

#### Nei The Shadows

##### Album in studio
- 1967 – From Hank, Bruce, Brian and John
- 1970 – Shades of Rock
- 1979 – String of Hits
- 1983 – XXV
- 1986 – Moonlight Shadows

#### Nei Love De-Luxe

##### Album in studio
- 1979 – Here Comes That Sound Again

## Libri
- The Champ (The Hawk Talks), 2011